# Last of the Independents
Last of the Independents je šesté studiové album skupiny The Pretenders. Vydáno bylo v květnu roku 1994 a na jeho produkci se podíleli Stephen Street, Ian Stanley a Chris Thomas, přičemž poslední jmenovaný s kapelou spolupracoval již v jejích počátcích. Přestože jsou coby členové kapely na albu uvedeni Chrissie Hynde (zpěv, kytara), Adam Seymour (kytara), Andy Hobson (baskytara) a Martin Chambers (bicí), tato sestava se sešla pouze v jedné písni („All My Dreams“). Ve všech písních hrají pouze Hynde a Seymour, které doprovází různí další hudebníci. Na albu se nachází hitový singl „I'll Stand by You“.

## Seznam skladeb
1. Hollywood Perfume (Chrissie Hynde, Billy Steinberg, Tom Kelly) – 3:55
2. Night in My Veins (Hynde, Steinberg, Kelly) – 3:15
3. Money Talk (Hynde) – 3:38
4. 977 (Hynde, Steinberg, Kelly) – 3:54
5. Revolution (Hynde) – 4:32
6. All My Dreams (Hynde) – 3:12
7. I'll Stand by You (Hynde, Steinberg, Kelly) – 3:59
8. I'm a Mother (Hynde, J.F.T. Hood) – 5:18
9. Tequila (Hynde) – 1:13
10. Every Mother's Son (Hynde) – 3:41
11. Rebel Rock Me (Hynde) – 3:08
12. Love Colours (Hynde, Steinberg, Kelly) – 4:32
13. Forever Young (Bob Dylan) – 5:04

## Obsazení
- Chrissie Hynde – kytara (1-3, 5-12), zpěv
- Adam Seymour – kytara (1-13)
- Andy Hobson – baskytara (1, 6, 13)
- Martin Chambers – bicí (3, 4, 6, 12)
- Robbie McIntosh – kytara (8)
- Andy Rourke – baskytara (2, 3, 5, 9-12)
- Ian Stanley – varhany (5), speciální efekty (2), klávesy (8)
- J.F.T. Hood – bicí (1, 7, 13), speciální efekty (8)
- Jim Copley – bicí (2, 5, 8-11)
- David Paton – baskytara (7)
- Tom Kelly – baskytara (4), klavír (4, 7), kytara (7)
- London Gospel Choir – sbor (7)
- David Lord – aranžmá smyčců (7)